# Klaus Hufnagel
Klaus Hufnagel (* 16. Juni 1955) ist ein ehemaliger deutscher Dreispringer, der für die DDR startete.
Beim Leichtathletik-Weltcup 1977 wurde er Dritter.
Viermal wurde er DDR-Meister (1976, 1977, 1979, 1980) und einmal DDR-Hallenmeister (1979).
Klaus Hufnagel startete für den SC Magdeburg.

## Persönliche Bestleistungen
- Weitsprung: 7,58 m, 1. Juni 1977, Magdeburg
- Dreisprung: 16,69 m, 2. Juli 1977, Dresden